# Réserve naturelle de Skogvoll
La réserve naturelle de Skogvoll est une réserve naturelle située dans la commune d'Andøy dans le Nordland. La réserve naturelle est située au nord-est de Nordmela sur l'île d'Andøya, à la fois le long de la côte mais aussi dans une zone de marais au niveau du lac Skogvollvatnet. Depuis 2002, la réserve à le statut de site Ramsar, en raison de son importance pour les oiseaux migrateurs.
La réserve a été créée en 1983 afin de préserver une grande et importante zone humide. Le site a une superficie d'environ 55 km2, dont environ 30 km2 de mer et de lac. 